# Acacia brachycarpa
Acacia brachycarpa är en ärtväxtart som beskrevs av Leslie Pedley. Acacia brachycarpa ingår i släktet akacior, och familjen ärtväxter. Inga underarter finns listade i Catalogue of Life.